# Louis Upton
Louis Cassius Upton (Fredonia, 10 ottobre 1886 – Niles, 9 ottobre 1952) è stato un imprenditore statunitense, fondatore della Whirlpool Corporation.

## Biografia
Louis Cassius Upton nacque il 10 ottobre 1866 a Fredonia, New York, da Cassius Marcellus (1857-1903) e da Carrie Agnes Utpton (1857-1948, nata Blodgett), di cui era il secondo di cinque figli. Il padre, editore proveniente da una famiglia del Michigan, era nipote di Emory Upton (1839-1881), generale unionista nella Guerra di secessione americana, e cugino di Francis Robbins Upton (1852-1921), fisico nonché allievo e assistente di Thomas Alva Edison.
La famiglia Upton, sul finire degli anni novanta del XIX secolo, si trasferì nell'Illinois, dove Louis fu studente alla Lake Forest Academy. All'età di 17 anni perse il padre, deceduto nel 1903 a causa di un incidente automobilistico, e con il fratello minore Frederick aiutò la madre e la sorella, che si diedero alle attività di ambulantato nella vendita di burro, uova e mele per le strade di La Grange, dove risiedevano, e alla pulizia di stalle e fienili. Nel 1907, Upton iniziò la sua carriera di agente commerciale per conto della Commonwealth Edison Company di Chicago.
Nel 1911, Upton acquistò un brevetto per le lavatrici strizzatore a motore elettrico, e nello stesso anno, assieme al fratello Frederick (1890-1986) e allo zio paterno Emory Upton (1865-1930), fondò a St. Joseph, nel Michigan, una piccola officina specializzata nella costruzione di questo apparecchio, la Upton Machine Company. L'attività poté essere avviata grazie al contributo finanziario di 5.000 dollari dato da Lowell C. Bassford, un amico di famiglia e commerciante di Chicago. L'impresa crebbe rapidamente nell'arco di un decennio, imponendosi come una delle maggiori produttrici americane di lavatrici. Nel 1929, avvenne la fusione tra la Upton Machine Company e la Nineteen Hundred Washer Company, grosso produttore di lavatrici di Binghamton, nello Stato di New York, per dar vita alla Nineteen Hundred Corporation.
Upton fu dapprima vicepresidente (1929-32) e poi presidente e amministratore delegato della Nineteen Hundred Corporation (1933-49), che nel 1948 lanciò il marchio Whirlpool, ed oltre alle lavatrici produsse anche asciugatrici e i ferri da stiro. Nel 1949, si dimise dalla presidenza dell'azienda, a cui gli succedette Elisha "Bud" Gray II, con il quale l'anno seguente, nel 1950, divenne Whirlpool Corporation.
Morì il 9 ottobre 1952 a Niles, Michigan, all'età di 66 anni. Sposato dal 1914 con Elizabeth Fogg (1888-1978), fu padre di tre figli, di cui l'unico maschio, Robert Cassius (1916-2000), è stato vicepresidente di Whirlpool dal 1952 al 1977.